# Coleophora peri
Coleophora peri é uma espécie de mariposa do gênero Coleophora pertencente à família Coleophoridae.